# 屏边杨桐
屏边杨桐（学名：Adinandra pingbianensis）为山茶科杨桐属下的一个种。

## 扩展阅读
- 維基物種上的相關：屏边杨桐